# Alphaville
Alphaville — немецкая синти-поп группа, имевшая большую популярность в середине 1980-х годов. Образовалась в 1982 году, её основателями являются Мариан Гольд (настоящее имя Хартвиг Ширбаум; род. 26 мая 1954), Бернхард Ллойд (настоящее имя Бернхард Гёсслинг; род. 6 июня 1960) и Франк Мертенс (настоящее имя Франк Соргац; род. 26 октября 1961). Коллектив первоначально назывался Forever Young, но позднее сменил название на Alphaville. Группа получила мировую известность благодаря трём хитам — «Big In Japan», «Forever Young» и «Sounds Like A Melody», вышедшим в 1984 году.

## История
В конце 1970-х годов в Берлине был придуман проект Nelson Community. Он задумывался как коммуна из творческих людей, занятых музыкой, искусством, литературой и т. п. В 1980 году Мариан знакомится с Ллойдом, и тот присоединяется к проекту. В 1981 году состоялся первый концерт, где они исполняли песни собственного сочинения. Концерт состоялся в одном из берлинских клубов, где диджеем работал Ллойд. В 1982 году Ллойд начинает сотрудничать с Франком Мертенсом, они предлагают присоединиться к ним и Мариану. Участники собираются в городе Энгер (родной город Ллойда), где придумывают себе новое название — «Forever Young», в состав группы вошли все трое. Вместе они написали композицию «Forever Young» и записали её демоверсию. Коллектив дал второй и последний на ближайшие 10 лет концерт.
В 1983 году группа взяла себе новое название, «Alphaville», в честь одноимённого фильма Жана-Люка Годара (фильм вышел в 1965 году, в гл. ролях: Эдди Константин и Анна Карина). В самом фильме Альфавиль — это город будущего, управляемый могущественным компьютером. В городе объявлены вне закона все гуманные человеческие чувства, такие как любовь, нежность, сострадание и взаимопомощь, а также запрещены поэзия и романтика.

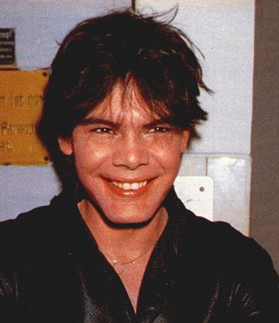
Мариан Гольд

В конце 1983 года группа подписывает контракт с «WEA Records». В январе 1984 года коллектив выпустил свой первый сингл — «Big In Japan». Песня была написана Гольдом ещё в 1979 году. «Big In Japan» получила большую известность во многих странах мира, в том числе в Великобритании (восьмое место в чарте) и США (первое место в танцевальном чарте), в Германии, Греции, Швеции, Швейцарии сингл достиг первого места.
За ним последовали ещё два сингла — «Sounds Like a Melody» и «Forever Young», также имевшие большой успех в Европе, однако провалившиеся в США.
Осенью того же года был выпущен дебютный альбом «Forever Young». Несмотря на успех, Франк Мертенс покинул группу, и на его место в январе 1985 года пришёл Рикки Эколетт (настоящее имя Вольфганг Нойхаус; род. 7 августа 1960 года).
Alphaville создал музыку к фильму «Der Bulle Und Das Mädchen» («Полицейский и девушка»), а также принял участие в благотворительном проекте «Band Fuer Afrika» с песней «Nackt im Wind» («Naked in the Wind»). В феврале 1985 года песня вышла на третье место в немецкой версии Billboard.
В июне 1986 года вышел второй альбом группы под названием «Afternoons In Utopia», первый сингл с которого, «Dance With Me», достиг верхней двадцатки чартов многих европейских стран. Группа отказалась от гастрольной деятельности и концертов и занялась исключительно студийной работой. Затем вышел сингл «Universal Daddy», а в декабре — сингл «Jerusalem». Альбом в целом — своеобразная ностальгия о будущем, о мире, в котором не будет места социальной несправедливости, ядерным конфликтам, проституции и прочим порокам.

### 1987—2000 годы
Группа начинает разработку проекта «Soundtraxx For Imaginary Movies» («Музыка для воображаемых фильмов»), который положил начало будущему сотрудничеству группы с Клаусом Шульце, известным по работе в Tangerine Dream.
В январе 1988 года выходит сборник песен группы в ГДР, что было редким явлением для западногерманской группы. По политическим мотивам в сборник не вошли две песни: «To Germany With Love» и «Summer in Berlin». Во второй половине этого же года в США выходит ремиксовый сборник «The Singles Collection», содержащий ремиксы и оригинальные вещи с ранее выпущенных синглов.
Третий альбом «The Breathtaking Blue» был выпущен только три года спустя после «Afternoons In Utopia». Продюсером альбома стал Клаус Шульце. Музыканты осуществили идею соединения музыки с законченным видеорядом, который представил собой нечто вроде короткометражного фильма. Девять режиссёров, среди которых был Годри Реджио («Койяанискаци»), создают фильмы для песен из альбома, под одним общим заголовком «Songlines». На песню «For A Million» видеоклип снял Александр Кайдановский. Мариан Гольд сказал о нём: «Мы были счастливы, что вовлекли его в наш проект. Мы знали и восхищались им с тех пор, как мы увидели его в грандиозном фильме Тарковского „Сталкер“. И его вклад в „Songlines“ был одним из самых красивых и лирических. Я был абсолютно потрясен, когда я получил известие о его смерти в 1995». Впоследствии видео на песню «Middle of the Riddle» (на церемонию было представлено под другим именем — «Balance») было удостоено американской премии Оскар в номинации «Лучший короткометражный анимационный фильм».
После этого группа берёт тайм-аут. Мариан занялся сольным проектом «So Long Celeste», который увидел свет в августе 1992 года и включил в себя 6 оригинальных песен и 4 кавер-версии. Бернхард начал делать ремиксы известных хитов Alphaville, которые вошли в сборник «First Harvest 1984–92». Буклет к диску, помимо текстов и фотографий, также содержит комментарии музыкантов к песням.
После этой «передышки» в студии звукозаписи группы начинается работа над новым альбомом «Prostitute», продюсерами которого выступают сами музыканты.
1993 год ознаменовался выпуском сборника «History», предназначавшегося исключительно для членов официального фан-клуба. В этом же году группу приглашают дать концерт в Бейруте, и музыканты спонтанно решают принять приглашение после 10 лет исключительно студийной работы. Этот концерт принято считать первым, но ещё до него, 26 июня, группа выходит на сцену на фестивале под открытым небом Rocktops в Финляндии.
Запись будущего альбома «Prostitute» затягивается, поглощая все больше времени, в итоге выпуск диска задерживается более чем на полтора года.
В 1994 году выходит сингл «Fools», следом за ним, в октябре 1994 года, следует выход четвёртого альбома «Prostitute». Этот диск представляет собой настоящий калейдоскоп избранного из всего того огромного количества материала, который группа записала со времени издания последнего альбома. Жанровый диапазон песен также весьма обширен: поп, рок, регги.
Вскоре начинается работа над альбомом «Salvation» вместе с продюсером Энди Ричардсом, который продюсировал такие группы, как Art Of Noise и OMD. В 1996 году Мариан Гольд под руководством Руперта Хайна выпустил свой второй сольный альбом «United», который издаётся в ЮАР. В этом же году коллектив покидает Рикки Эколетт. В Лондоне собирается тур-группа Alphaville (впоследствии несколько раз меняющая состав). Тогда же Alphaville запускает собственный официальный веб-сайт http://www.alphaville.de.
В результате сотрудничества с Ричардсом выходит сингл «Wishful Thinking». В сентябре группа выпускает альбом «Salvation», который ознаменовал возвращение группы к синтипоп-звучанию. Ко времени выхода диска Рики Эколетт уже официально покинул группу, хотя в буклете к альбому он все ещё значится как соавтор некоторых песен. После релиза этого альбома заканчивается контракт группы с компанией «WEA Records».
В 1998 году группа продолжает гастролировать по Германии и Восточной Европе, выступает также и в России, в Перу, и продолжает записывать антологию под названием «Dreamscapes», ставшую в итоге собранием сочинений из восьми дисков, с записями, охватывающими всю историю группы за почти двадцать лет, включая концертные выступления, не выпускавшиеся ранее песни и ремиксы. Все песни для антологии были переработаны, некоторые — перезаписаны.
В сентябре 1999 года появился сборник «Visions of Dreamscapes» с избранными треками из «Dreamscapes», его выпустили в поддержку бразильского тура Alphaville. В этом же году Бернхард Ллойд со своим другом-музыкантом Максом Холлером (Max Holler) объявили о создании совместного музыкального проекта в интернете — «Atlantic Popes». "Dreamscapes неплохо продавался (первый тираж распродан за три месяца), и Alphaville решает самостоятельно, без участия крупной звукозаписывающей компании, выпустить синглом песню «Flame» в США. Сингл включает ремикс заглавной песни, «unplugged»-версию «Forever Young» и концертную «Big In Japan».
В июне 1999 года Alphaville дают концерт в Киле для более чем 10-тысячной аудитории. В июле группа даёт два больших концерта в Солт-Лейк-Сити. Билеты на оба концерта распроданы за две недели — ещё до начала официальной рекламы шоу. В конце года Alphaville выступает в Португалии для 17-тысячной аудитории.

### 2000 — настоящее время
В 2000 году в США выходит альбом «Salvation» с новой обложкой и тремя новыми песнями, а также изменённым списком принимавших участие в записи. Распространением американской версии альбома в США занимается компания «Metropolis Records».
Группа продолжает давать выступления по всему миру, а также работает над новым студийным альбомом, который планируется к выпуску в 2002 году. 23 июня 2000 года Alphaville выступает с концертом в Москве, а в июле того же года выходит первый официальный «живой» альбом группы — «Stark Naked And Absolutely Live», который три недели держится на первом месте в немецком чарте. Группа даёт свой самый большой концерт в своей истории — в Польше для 300 тыс. зрителей.
В продолжение проекта «Dreamscapes» группа начинает выкладывать на своём сайте по одной песне в полной версии каждый месяц (в формате MP3 с низким битрейтом). Впоследствии песни планируются к изданию в более высоком качестве на CD.
В 2001 году Бернард Ллойд выпускает сольный диск «Atlantic Popes». Мариан Гольд (помимо работы над новым альбомом Alphaville) вместе с Шульце, Эффьотом Крюгером и др. начинает работу над проектом «Sputnik Roadhouse» для участия в фильме «Klassentreffen» («Встреча выпускников»).
Готовится к выходу первый DVD группы: поклонники группы из США готовят материалы с концертов 1999 года в Солт-Лейк-Сити для издания. DVD выходит ограниченным тиражом и содержит в виде бонуса не издававшийся ранее клип на песню «Soul Messiah».
В июле 2001 года выходит промосингл «Forever Young 2001», за ним следует «Dance With Me 2001». В ноябре успешно завершается проект «Dreamscapes #9», и в то же время выходит диск с ремиксами популярных песен Alphaville «Forever Pop». В записи принимали участие такие музыканты как De Phazz, Марк Плати, F.A.F., Хосе Альварес Брилл, Eiffel65 и др.
С октября 2000 по октябрь 2001, Alphaville бесплатно размещали на своем официальном сайте по одной новой песне в месяц. Все треки позднее вошли в альбом «CrazyShow» в новых аранжировках. На четвёртом диске этого альбома CD 12 — WebSiteStory были собраны оригинальные версии треков, в тех аранжировках, в которых они публиковались на сайте.
В апреле 2002 года Alphaville начинает турне под названием «Miracle Healing», охватившее Швейцарию, Венгрию, Чехию и Австрию и всю Германию. После нескольких выступлений на летних фестивалях группа концентрирует свои усилия на записи нового альбома «CrazyShow». Альбом являлся первым, в записи которого не принимал участие Бернхард Ллойд. В декабре Мариан Гольд отправляется в турне по Германии.
С 14 февраля 2003 года начинается распространение альбома «CrazyShow», состоящего из 4 дисков (озаглавленных также «Dreamscapes 9-12»). Для альбома разработан особый дизайн, включающий двойной бархатный бокс с позолоченным тиснением и индивидуальной нумерацией, а также полноцветный буклет большого формата. Сам альбом можно было заказать через официальный сайт группы и сайт дистрибьютера — лейбл «A Different Drum». Слова к некоторым песням написаны поклонниками группы. Для первых 700 поклонников, оформивших предзаказ альбома ещё в 2002 году, в качестве извинения за задержку релиза (изначально альбом должен был увидеть свет в декабре 2002) к альбому «CrazyShow» добавили сингл «Elegy».
18 марта Бернхард Ллойд официально объявляет о своем выходе из Alphaville. Из первоначального состава остается только Мариан Гольд; также с ним работают клавишник Райнер Блосс, участвовавший в записи и создании песен с начала 1990-х, и англичанин Мартин Листер, который написал для «CrazyShow» две песни — «Still Falls The Rain» и «Ways». Презентация новых песен с альбома «CrazyShow» проходит на фестивале «Eurorock» в Бельгии 5 апреля. Вскоре после этого начинается запись оперы «L’invenzione Degli Angeli/The Invention Of Angels», написанной Шульце и Германном Шнайдером. Либретто к опере написано на итальянском. Мариану в опере воплощает роль Посланника.
В апреле-мае 2004 года Мариан Гольд вместе с Мартином Листером работают в Лондоне над новыми песнями. 29 августа группа празднует своё 20-летие; празднество проходит в Берлине. Впервые за свою историю группа выступает перед поклонниками вместе со струнным квартетом. Поскольку это выступление имело успех, квартет сопровождает группу во время юбилейного турне, которое началось через несколько недель после вечеринки в Берлине. Группа дала концерты в Венгрии, Чехии, Словакии, Швейцарии, Дании, Швеции и Германии.
После турне Гольд, Листер и Блосс начинают вплотную заниматься мюзиклом, в основу которого легла сказка Льюиса Кэрролла «Алиса в Стране чудес». Предполагалось, что мюзикл увидит свет в 2006 году, а премьера пройдёт в Вюрцбурге.
В мае 2005 года группа приняла участие в Немецком Евангельском Церковном Конгрессе в Ганновере.

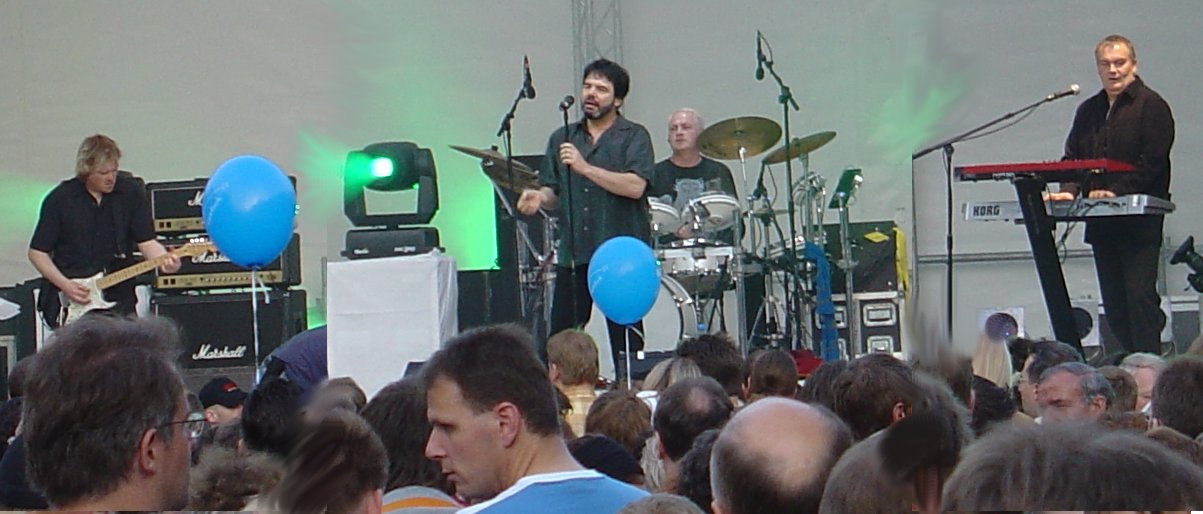
Alphaville выступают на Немецком Евангельском Церковном Конгрессе в Ганновере, май 2005.

В январе-сентябре 2005 года группа в Берлине и Лондоне записывает новый альбом; в ноябре выступает в Москве и Санкт-Петербурге на Международном Фестивале Авторадио «Дискотека 80х» перед более чем 17 тыс. поклонников. В декабре в сети на платных музыкальных сайтах появляется альбом «Dreamscapes Revisited». Антология «Dreamscapes» была полностью распродана, но, в конце концов, стала снова доступна поклонникам группы в электронном варианте.
В 2008 году группа работает над новым альбомом и занимается гастрольной деятельностью.
2009 год — год двадцатипятилетия Alphaville и для всех почитателей своего творчества группа собирается устроить в Праге грандиозный концерт в честь знаменательного события. В мае этого же года у Alphaville появляется новый барабанщик, им становится Якоб Кирш (Jakob Kiersch).
Мариан Гольд совместно с Карелом Готтом записывает рождественскую песню «Love Will Find A Way» для нового альбома Готта, который вышел в октябре.
4 декабря 2009 года во дворце «Zofin Palace» в Праге Alphaville отпраздновали своё 25-летие. Хит «Forever Young» исполнил Карел Готт на чешском языке. После представления состоялся небольшой приём, где купившие билеты могли получить автографы и сфотографироваться с участниками коллектива.
22 октября 2010 года выходит новый сингл группы «I Die for You Today». 19 ноября 2010 года Alphaville выпускает новый альбом «Catching Rays On Giant», первый коммерческий альбом за последние 13 лет.
4 марта 2011 года выходит второй и последний сингл с нового альбома «Song For No One».
27 ноября 2012 на официальном сайте группы объявлена дата нового альбома — «Strange Attractor» — 2014 год.
21 мая скончался клавишник и аранжировщик Мартин Листер.
В 2014 году группа выпустила альбом-сборник So 80s! вот что ребята сообщили на официальном сайте
Альбом вышел в продажу со 2 октября как на CD, так и в интернете.
В 2017 году вышел новый альбом Strange Attractor, в него вошли 13 новых треков.
В 2022 году группа выпустила альбом Eternally Yours.

## Дискография
- 1984 Forever Young
- 1986 Afternoons In Utopia
- 1989 The Breathtaking Blue
- 1994 Prostitute
- 1997 Salvation
- 2010 Catching Rays on Giant
- 2017 Strange Attractor
- 2022 Eternally Yours

## Состав
- Мариан Гольд — вокал (1983 — наст. время)
- Дэвид Гудс — гитара (2004 — наст. время)
- Карстен Брокер — клавишные (2014 — наст. время)
- Александра Мерль — бас-гитара (2014 — наст. время)
- Якоб Кирш — ударные (2004 — наст. время)

### Бывшие участники
- Бернхард Ллойд — клавишные (1983—2000)
- Франк Мертенс — клавишные (1983—1984)
- Рики Эколетт — гитара, клавишные (1985—1997)
- Райнер Блосс — клавишные (1997—2003)
- Мартин Листер — клавишные (1998—2014)
- Майа Ким — бас-гитара (2011—2016)